# Stuart Mackenzie
Pour les articles homonymes, voir Mackenzie.
Stuart Mackenzie (5 avril 1937 - 20 octobre 2020) est un rameur australien, médaillé d'argent olympique, qui a aussi ramé sous les couleurs du Royaume-Uni.

## Carrière
Mackenzie fait ses études à la King's School de Sydney où il se met à l'aviron. Il s'inscrit en 1954? Son club senior d'aviron est le Sydney Rowing Club .
Mackenzie remporte une médaille d'argent en skiff aux Jeux olympiques d'été de 1956 à Melbourne. Il est dit qu'il a mal calculé la distance, car il ne se rendait pas compte que l'espacement des bouées était passé de 100 m à 50 m dans les 250 derniers m de la course, et s'est donc arrêté temporairement alors qu'il était encore à 100 mètres de l'arrivée.
MacKenzie se rend en Afrique du Sud en 1958 et rame sur la rivière Vaal à Billabong, près de Vereeniging. Il prend part aux championnats d'Afrique du Sud et remporte l'épreuve du deux de couple avec son élève, John Eden.
Aux Jeux de l'Empire britannique et du Commonwealth de 1958, il remporté une médaille d'or en skiff et établit un record des Jeux du Commonwealth ; il obtient également une médaille d'argent en deux de couple avec Mervyn Wood .
Il remporte le Diamond Challenge Sculls à la régate royale de Henley six fois consécutivement, de 1957 à 1962, ainsi que les Silver Goblets en partenariat avec Chris Davidge en 1963 et les Double Sculls, également avec Davidge, en 1959. Il est également connu pour son sens du jeu, y compris pour ses séances d'entraînement portant un chapeau melon.
Mackenzie prend part à une épreuve de la Henley Royal Regatta où il est  bien en avance sur tous les autres rameurs lorsqu'il s'arrête de ramer et ajuste sa casquette, pour laisser ses adversaires le rattraper. Il reprend ensuite sa rame s'échappant rapidement pour remporter la course.
Bien que favori pour remporter la médaille d'or aux Jeux olympiques de 1960 à Rome, il tombe malade avant la course et doit abandonner.
Après avoir refusé de revenir en Australie pour les essais des Jeux de l'Empire britannique et du Commonwealth de 1962 à Perth, MacKenzie rame pour la Grande-Bretagne lors des premiers Championnats du monde d'aviron à Lucerne, terminant deuxième derrière son grand rival Vyacheslav Ivanov.
MacKenzie est intronisé au Sport Australia Hall of Fame en 1985.